# Béjart Ballet
Béjart Ballet Lausanne es una compañía de ballet suiza. Se encuentra en la ciudad de Lausanne, en la Ópera de Lausanne, pero recorre otros países. 
Fue fundada en 1987 por Maurice Béjart, coreógrafo que anteriormente había creado y dirigido el "Ballet du XXe Siècle" (Ballet del siglo XX), que forma parte de la historia del ballet clásico en Bruselas, Bélgica.

Uno de los bailarines de la compañía fue Jorge Donn, quien se formó en el Teatro Colón.